# Buholmråsa fyr
Buholmråsa fyr er et fyr der ligger i Osen kommune i Trøndelag fylke i Norge.
Fyret står på Sønnaholmen, nær bygden Sætervik og er med til at markere sydenden af det åbne havområde Folda. Fyret blev oprettet i 1917 og har en højde på 23,5 meter. Fyret lyser 17 nautiske mil. Selve fyrtårnet er et rødt støbejernstårn med et hvidt bælte. Radiofyret blev oprettet i 1965 og har en rækkevidde på 20 nautiske mil.